# Sony Pókember-univerzuma
A Sony Pókember-univerzuma (angolul: Sony's Spider-Man Universe, röviden SSU) egy filmfranchise és kitalált univerzum, mely a Sony Pictures antihősfilmjeinek helyszíne. A filmek a Marvel Comics kiadványának szereplőin alapulnak. A közös univerzum – a képregények Marvel-univerzumához hasonlóan – a különálló filmek egyes szereplőinek, helyszíneinek vagy cselekményelemeinek crossoverével alakult ki.

## Neve
Sony 2017 májusában jelentette be saját filmes univerzumukat, akkor még "Sony's Marvel Universe" néven. 2018 augusztusára a stúdió úgy utalt az univerzumra, mint a "Sony's Universe of Marvel Characters"-re. 2019 márciusában a Sony prezentációján úgy hivatkoztak rá, mint "Sony Pictures Universe of Marvel Characters" (SPUMC)-re, amit a stúdió az univerzum hivatalos új nevének mondott. Ez a név felháborodást okozott, sokan hasonlították ezt a nevet a Marvel-moziuniverzum (MCU) és a DC-moziuniverzum (DCEU) nevére. A felháborodás miatt a Sony 2021 augusztusában megváltoztatta a jelenlegi nevére az univerzumot, ami "Sony's Spider-Man Universe" (SSU).

## Fejlesztés
Az első filmjük a Venom (2018) volt, ami pénzügyileg sikeres volt, de kritikai és nézői fogadtatása vegyes volt. Majd a második filmjük (Venom 2. – Vérontó) szintén pénzügyileg sikeres volt, kritikailag és nézőileg ugyanúgy elmaradt. A következő két filmjük, a Morbius (2022) és a Madame Web (2024) azonban mind pénzügyileg, kritikailag és nézőileg is messze alulmaradt a várakozásoktól. Ezeket az alkotásokat a Venom – Az utolsó menet (2024) és Kraven, a vadász (2024) követi, illetve bejelentésre került egy Spider-Noir című élőszereplős sorozat is. A Sony Pókember-univerzuma jelenleg 1,8 milliárdos bevételt hozott a négy film alatt.
Az univerzum legnagyobb problémájának az számított, hogy épp a legfontosabb névadó szereplő, Pókember nem tűnik fel benne, csak azok az ismert karakterek, főleg ellenfelek, akik a róla szóló képregényekben mutatkoztak be és váltak közismert Marvel-szereplőkké. Az így készült mozifilmek az idők során egyre nagyobb kritikai, de főleg anyagi veszteségeket szenvedtek el, főleg a Madame Web és a Kraven, a vadász zárt kiugróan rossz pénzügyi mérleggel, ezért a bukások hatására úgy döntöttek 2024 végén, hogy felhagynak a „Pókember-spin-offok” gyártásával, ami egyben az univerzumépítés végét is jelentette.

## Filmek
| Film                    | Bemutató           | Bemutató           | Rendező         | Író                                                          | Producer                                                                     | Forgalmazó              | Forgalmazó    | Státusz |
| Film                    | USA                | Magyar             | Rendező         | Író                                                          | Producer                                                                     | USA                     | Magyar        | Státusz |
| ----------------------- | ------------------ | ------------------ | --------------- | ------------------------------------------------------------ | ---------------------------------------------------------------------------- | ----------------------- | ------------- | ------- |
| Venom                   | 2018. október 5.   | 2018. október 4.   | Ruben Fleischer | Jeff Pinkner, Scott Rosenberg és Kelly Marcel                | Avi Arad, Matt Tolmach és Amy Pascal                                         | Sony Pictures Releasing | InterCom Zrt. | Kiadva  |
| Venom 2. – Vérontó      | 2021. október 1.   | 2021. október 14.  | Andy Serkis     | Kelly Marcel                                                 | Avi Arad, Matt Tolmach, Amy Pascal, Kelly Marcel, Tom Hardy, és Hutch Parker | Sony Pictures Releasing | InterCom Zrt. | Kiadva  |
| Morbius                 | 2022. április 1.   | 2022. március 31.  | Daniel Espinosa | Matt Sazama és Burk Sharpless                                | Avi Arad, Matt Tolmach és Lucas Foster                                       | Sony Pictures Releasing | InterCom Zrt. | Kiadva  |
| Madame Web              | 2024. február 15.  | 2024. február 14.  | S. J. Clarkson  | Matt Sazama, Burk Sharpless, Claire Parker és S. J. Clarkson | Lorenzo di Bonaventura                                                       | Sony Pictures Releasing | InterCom Zrt. | Kiadva  |
| Venom – Az utolsó menet | 2024. október 25.  | 2024. október 24.  | Kelly Marcel    | Kelly Marcel                                                 | Avi Arad, Matt Tolmach, Amy Pascal, Kelly Marcel, Tom Hardy, és Hutch Parker | Sony Pictures Releasing | InterCom Zrt. | Kiadva  |
| Kraven, a vadász        | 2024. december 13. | 2024. december 12. | J. C. Chandor   | Art Marcum, Matt Holloway és Richard Wenk                    | Avi Arad, Matt Tolmach, és David Householter                                 | Sony Pictures Releasing | InterCom Zrt. | Kiadva  |

## Egyéb média

### Sorozatok
| Magyar cím Eredeti cím | Évad | Évad | Epizódok | Eredeti sugárzás | Eredeti sugárzás | Magyar sugárzás | Magyar sugárzás | Alkotók                       |
| Magyar cím Eredeti cím | Évad | Évad | Epizódok | Évadpremier      | Évadfinálé       | Évadpremier     | Évadfinálé      | Alkotók                       |
| ---------------------- | ---- | ---- | -------- | ---------------- | ---------------- | --------------- | --------------- | ----------------------------- |
| Spider-Noir            |      | 1    | 8        | TBA              | TBA              | TBA             | TBA             | Oren Uziel és Steve Lightfoot |

### Képregény
A Marvel 2018 szeptemberében digitálisan (és a Venom amerikai premierjén limitált ideig) kiadta a Venomhoz kapcsolódó képregényt, ami egyben előzmény is.

### The Daily Bugle
2022 márciusában a Sony a The Daily Bugle című promóciós websorozatuk harmadik évadával népszerűsítette Morbiust a TikTok-on, amelyet korábban a Pókember: Idegenben és a Pókember: Nincs hazaút reklámozására használtak. A videókban a TikToker Nicque Marina saját maga kitalált változataként szerepel, és a Morbius eseményeihez kapcsolódó eseményekről tudósít.

## Visszatérő szereplők
| Szereplő                   | Filmek            | Filmek                                      | Filmek                                 | Filmek            | Filmek                  | Filmek               | Sorozatok                      | Sorozatok      |  |
| Szereplő                   | Venom             | Venom 2. – Vérontó                          | Morbius                                | Madame Web        | Venom – Az utolsó menet | Kraven, a vadász     | The Daily Bugle                | Spider-Noir    |  |
| Főszereplők                | Főszereplők       | Főszereplők                                 | Főszereplők                            | Főszereplők       | Főszereplők             | Főszereplők          | Főszereplők                    | Főszereplők    |  |
| -------------------------- | ----------------- | ------------------------------------------- | -------------------------------------- | ----------------- | ----------------------- | -------------------- | ------------------------------ | -------------- |  |
| Eddie Brock Venom          | Tom Hardy         | Tom Hardy                                   |                                        |                   | Tom Hardy               |                      |                                |                |  |
| Michael Morbius Morbius    |                   |                                             | Jared Leto Charlie Shotwell (fiatalon) |                   |                         |                      | Jared Leto (archív felvétel)   |                |  |
| Cassandra Webb Madame Web  |                   |                                             |                                        | Dakota Johnson    |                         |                      |                                |                |  |
| Sergei Kravinoff Kraven    |                   |                                             |                                        |                   |                         | Aaron Taylor-Johnson |                                |                |  |
| Peter Parker Pókember Noir |                   |                                             |                                        |                   |                         |                      |                                | Nicolas Cage   |  |
| Főgonoszok                 |                   |                                             |                                        |                   |                         |                      |                                |                |  |
| Carlton Drake Káosz        | Riz Ahmed         |                                             |                                        |                   |                         |                      |                                |                |  |
| Cletus Kasady Vérontó      | Woody Harrelson   | Woody Harrelson Jack Bandeira (fiatalon)    |                                        |                   |                         |                      |                                |                |  |
| Frances Barrison Sikoly    |                   | Naomie Harris Olumide Olorunfemi (fiatalon) |                                        |                   |                         |                      |                                |                |  |
| Lucien Milo                |                   |                                             | Matt Smith Joseph Esson (fiatalon)     |                   |                         |                      |                                |                |  |
| Ezekiel Sims               |                   |                                             |                                        | Tahar Rahim       |                         |                      |                                |                |  |
| Knull                      |                   |                                             |                                        |                   | Andy Serkis             |                      |                                |                |  |
| Nikolai Kravinoff          |                   |                                             |                                        |                   |                         | Russell Crowe        |                                |                |  |
| Aleksei Systevich Rhinó    |                   |                                             |                                        |                   |                         | Alessandro Nivola    |                                |                |  |
| Mellékszereplők            |                   |                                             |                                        |                   |                         |                      |                                |                |  |
| Anne Weying She-Venom      | Michelle Williams | Michelle Williams                           |                                        |                   |                         |                      |                                |                |  |
| Dan Lewis                  | Reid Scott        | Reid Scott                                  |                                        |                   |                         |                      |                                |                |  |
| Mrs. Chen                  | Peggy Lu          | Peggy Lu                                    |                                        |                   | Peggy Lu                |                      |                                |                |  |
| Roland Treece              | Scott Haze        |                                             |                                        |                   |                         |                      |                                |                |  |
| Dora Skirth                | Jenny Slate       |                                             |                                        |                   |                         |                      |                                |                |  |
| Maria                      | Melora Walters    |                                             |                                        |                   |                         |                      |                                |                |  |
| John Jameson               | Chris O'Hara      |                                             |                                        |                   |                         |                      |                                |                |  |
| Patrick Mulligan Toxin     |                   | Stephen Graham Sean Delaney (fiatalon)      |                                        |                   | Stephen Graham          |                      |                                |                |  |
| Camille Pazzo              |                   | Sian Webber                                 |                                        |                   |                         |                      |                                |                |  |
| Martine Bancroft           |                   |                                             | Adria Arjona                           |                   |                         |                      | Adria Arjona (archív felvétel) |                |  |
| Emil Nicholas              |                   |                                             | Jared Harris                           |                   |                         |                      |                                |                |  |
| Alberto Rodriguez          |                   |                                             | Al Madrigal                            |                   |                         |                      |                                |                |  |
| Simon Stroud               |                   |                                             | Tyrese Gibson                          |                   |                         |                      |                                |                |  |
| Julia Cornwall Póknő       |                   |                                             |                                        | Sydney Sweeney    |                         |                      |                                |                |  |
| Mattie Franklin Póknő      |                   |                                             |                                        | Celeste O’Connor  |                         |                      |                                |                |  |
| Anya Corazon Araña         |                   |                                             |                                        | Isabela Merced    |                         |                      |                                |                |  |
| Ben Parker                 |                   |                                             |                                        | Adam Scott        |                         |                      |                                |                |  |
| Mary Parker                |                   |                                             |                                        | Emma Roberts      |                         |                      |                                |                |  |
| Amaria                     |                   |                                             |                                        | Zozia Mamet       |                         |                      |                                |                |  |
| Constance Webb             |                   |                                             |                                        | Kerry Bishé       |                         |                      |                                |                |  |
| Santiago                   |                   |                                             |                                        | José Maria Yazpik |                         |                      |                                |                |  |
| Rex Strickland             |                   |                                             |                                        |                   | Chiwetel Ejiofor        |                      |                                |                |  |
| Teddy Payne Agony          |                   |                                             |                                        |                   | Juno Temple             |                      |                                |                |  |
| Martin                     |                   |                                             |                                        |                   | Rhys Ifans              |                      |                                |                |  |
| Újhold                     |                   |                                             |                                        |                   | Alanna Ubach            |                      |                                |                |  |
| Sadie Christmas Lasher     |                   |                                             |                                        |                   | Clark Backo             |                      |                                |                |  |
| Calypso                    |                   |                                             |                                        |                   |                         | Ariana DeBose        |                                |                |  |
| Dmitri Smerdyakov Kaméleon |                   |                                             |                                        |                   |                         | Fred Hechinger       |                                |                |  |
| Robbie Robertson           |                   |                                             |                                        |                   |                         |                      |                                | Lamorne Morris |  |
| Vendégszereplők            |                   |                                             |                                        |                   |                         |                      |                                |                |  |
| Önmaga                     | Stan Lee          |                                             |                                        |                   |                         |                      |                                |                |  |
| J. Jonah Jameson           |                   | J. K. Simmons                               |                                        |                   |                         |                      |                                |                |  |
| Peter Parker Pókember      |                   | Tom Holland                                 |                                        | ?                 |                         |                      |                                |                |  |
| Adrian Toomes Keselyű      |                   |                                             | Michael Keaton                         |                   |                         |                      |                                |                |  |